# 1090
Năm 1090 là một năm trong lịch Julius.